# Lago Cedar (Manitoba)
El lago Cedar o lago de los Cedros (del inglés: 'Cedar Lake'); en francés: Lac des Cèdres es un lago de Canadá localizado al norte del lago Winnipegosis y al oeste del lago Winnipeg, en la provincia de Manitoba. Tiene una superficie de  1353 km², que lo convierten en el 86.º mayor lago del mundo.

## Geografía
De forma bastante irregular, el lago forma parte del grupo de los tres grandes lagos de Manitoba central: el lago Winnipeg, el mayor, localizado al este; el lago Winnipegosis, al noroeste, y el lago Manitoba, al suroeste. Todos estos lagos se sitúan sobre la base del prehistórico lago Glacial Agassiz.
El lago Cedar está totalmente separado del lago Winnipegosis, situado al sur, por una estrecha franja de tierra de unos 5-10 km de ancho y unos 50 km de largo, que va ensanchándose progresivamente. Sí está conectado, por su extremo suroriental, con el lago Winnipeg, mediante un pequeño tramo del río Saskatchewan, de unos 8 km, en el que antiguamente había una zona de rápidos que ahora ha quedado inundada por la construcción de una central hidroeléctrica, que conserva el nombre del antiguo lugar (Grand Rapids), y que  controla el nivel del agua del lago Cedar. El lago Cedar puede verse así, nominalmente, como un ensanchamiento del río Saskatchewan, que lo alimenta y que sería su único, y cortísimo, emisario. La entrada del Saskatchewan, por el lado noroeste del lago, forma un pequeño delta fluvial.
La extensión original del lago ha aumentado con la construcción de la central hidroeléctrica de Grand Rapids (1961-64), con una presa de tierra y 25,6 km de diques que han elevado el nivel del lago 3,65 m, dando lugar al actual lago-embalse Cedar, que proporciona un caudal medio anual de 688 m³/s a la planta de energía asociada.
La localidad de Grand Rapids (336 hab. en 2006)  y Easterville, un pequeño asentamiento de las Primeras Naciones (unas 80 personas en 2006), están muy próximos a sus orillas, en el tramo en que el Saskatchewan conecta ambos lagos.
El lago es conocido por tener excelentes ejemplos de fósiles de ámbar prehistórico del Cretácico. Este tipo de ámbar se llama Chemawinit, según una tribu indígena, que vive en esta área (o también Cedarit). Este ámbar contiene muchas inclusiones orgánicas. Hasta la fecha, estas inclusiones no han sido investigadas a fondo.

## Historia
En el siglo XVIII se encontraba cerca de Grand Rapids, en una zona ahora inundada, el Fuerte Borbón, una fortaleza francesa de la Nueva Francia.